# Cratere Hayn
Hayn è un cratere lunare di 86,21 km situato nella parte nord-orientale della faccia visibile della Luna.
Il cratere è dedicato all'astronomo tedesco Friedrich Hayn.

## Crateri correlati
Alcuni crateri minori situati in prossimità di Hayn sono convenzionalmente identificati, sulle mappe lunari, attraverso una lettera associata al nome.
| Hayn | Coordinate            | Diametro (in km) |
| ---- | --------------------- | ---------------- |
| A    | 63°00′36″N 71°06′36″E | 52,28            |
| B    | 65°09′36″N 63°51′36″E | 24,58            |
| C    | 65°18′36″N 91°27′00″E | 16,87            |
| D    | 65°26′24″N 61°38′24″E | 20,85            |
| E    | 67°01′12″N 66°06′00″E | 41,64            |
| F    | 68°00′36″N 85°45′00″E | 62,54            |
| G    | 66°51′36″N 86°18′36″E | 20,11            |
| H    | 63°22′12″N 68°36′36″E | 12,26            |
| J    | 66°54′36″N 63°42′36″E | 38,24            |
| L    | 64°21′N 67°42′E       | 19,53            |
| M    | 62°50′24″N 66°16′48″E | 9,24             |
| S    | 68°03′00″N 66°08′24″E | 11,67            |
| T    | 68°28′12″N 74°34′48″E | 6,83             |